# Habenaria guentheriana
Habenaria guentheriana är en orkidéart som beskrevs av Friedrich Fritz Wilhelm Ludwig Kraenzlin. Habenaria guentheriana ingår i släktet Habenaria och familjen orkidéer. Inga underarter finns listade i Catalogue of Life.